# Alphabet mixte
L’alphabet mixte (latino-cyrillique) est un ensemble de lettres d’alphabets développés en République populaire de Chine pour les langues des minorités nationales. Le linguiste soviétique Gueorgui Serdutchenko a largement participé à la création de l’alphabet.
Les alphabets, créés entre 1955 et 1957, ont majoritairement été simplifiés lorsqu’en 1958 le hanyu pinyin a été publié. Les alphabets zhuang et bouyei ont continués à être utilisés jusqu’en 1982 lorsqu’ils ont eu aussi été remplacés par des alphabets latins sans lettres cyrilliques et utilisant uniquement les 26 lettres latines classiques.

## Histoire
Dans les années 1950, la République populaire de Chine a entamé un processus de développement de l’écriture des langues des minorités nationales, notamment en offrant des systèmes d’écriture alternatifs basés sur l’alphabet latin ou l’alphabet cyrillique. En 1955, l’alphabet du zhuang est développé. Serdiutchenko propose d’utiliser l’alphabet cyrillique pour les langues de la famille altaïque car plusieurs de celles-ci l’utilisaient déjà : le daur, le kazakh, le kirghize, le tatar, l’ouzbek, l’ouïghour. Pour le zhuang, l’alphabet latin est utilisé comme base et certains sons et tons sont représentés par des lettres empruntés ou dérivés de lettres de l’alphabet cyrillique.
De 1955 à 1957, l’alphabet mixte est développé pour les langues miaos (avec des alphabets différents pour quatre dialectes), le hani (avec deux alphabets différents), le lisu, le naxi, le buyei, le yi, le wa, le lahu et le hlaï.
Les relations entre la Chine et l’Union soviétique se sont détériorées et les linguistes soviétiques ont été moins impliqués dans la promotion des langues des minorités nationales chinoises. Par la suite, l’utilisation de l’alphabet cyrillique pour les langues altaïques et l’utilisation de l’alphabet mixte pour les autres langues minoritaires ont été annulées et remplacées.

## Lettres des alphabets mixtes
| a | b | ƃ | c | d | ƌ | ə | e | f | g | h | i | j | k | l | m | n | ŋ |
| o | ɵ | p | q | r | s | t | u | ɯ | v | z | ƨ | ɜ | ч | ƽ | ƅ | ’ |   |

| a | b | ƃ | c | d | ƌ | ə | e | f | g | h | i | j | k | l | m | n | ŋ |
| o | ɵ | p | q | r | s | t | u | ɯ | v | y | z | ƨ | ɜ | ч | ƽ | ƅ |   |

| a | b | c | d | e | f | g | h | i | k | l | m | ɯ | n |
| ŋ | o | ɵ | p | q | r | s | t | u | w | x | y | z | ɜ |

| a | b | d | e | f | g | h | i | ɯ | j | k | l | m |
| n | ŋ | o | ɵ | p | q | r | s | t | u | x | ɜ | ы |

| a | b | ƃ | c | d | ƌ | ə | e | f | g | h | i | j | k | l |
| m | n | ŋ | o | p | q | r | s | t | u | ɯ | v | z | x | ɜ |

| a | b | ƃ | c | ɕ | d | ƌ | e | ə | f | g | г | h | ч | i | j | k | l | m |
| n | ŋ | o | ɵ | p | q | r | ж | s | t | u | v | w | x | y | z | ʑ | ɜ |   |